# Fator de forma
O fator de forma é uma característica intrínseca de uma distribuição de carga e, é usada na análise espacial da difração, ou espalhamento elástico, de fótons em cristais. Tecnicamente, é o quadrado da transformada de Fourier da distribuição de carga do alvo de espalhamento.

## Difração em cristais
Se a densidade eletrônica é uma função periódica através do cristal,
{\displaystyle n(\mathbf {r} +\mathbf {T} )=n(\mathbf {r} )},
n pode ser analisada por Fourier:
{\displaystyle n(\mathbf {r} )=\sum _{\mathbf {G} }\exp {(i\mathbf {G} \cdot \mathbf {r} )}},
onde G são os vetores da rede recíproca.
Os vetores da rede recíproca determinam no espaço as reflexões possíveis do referido cristal, e a amplitude da onda espalhada F é proporcional à integral volumétrica da concentração eletrônica local
 n(r) vezes o fator de fase
{\displaystyle \exp {(i(\mathbf {k} -\mathbf {k'} )}\cdot \mathbf {r} )}
onde k e k´ são os vetores de onda incidente e difratada.
{\displaystyle \mathbf {F} =\int dVn(\mathbf {r} )\exp {(i\Delta \mathbf {k} \cdot \mathbf {r} )}},
ou, usando a expansão de Fourier de n(r),
{\displaystyle \mathbf {F} =\sum _{\mathbf {G} }\int dVn_{\mathbf {G} }\exp {(i(\mathbf {G} -\Delta \mathbf {k} )\cdot \mathbf {r} )}}.
Em algum Δk = G (condição de difração satisfeita), para um cristal de N células, a amplitude espalhada
{\displaystyle \mathbf {F} _{\mathbf {G} }=N\int dVn(\mathbf {r} )\exp {(-i\mathbf {G} \cdot \mathbf {r} )}=NS_{\mathbf {G} }},
aí a integral percorre uma célula.
SG assim definido é o fator de estrutura. A integral é tomada sobre a célula com r = 0 sendo a origem desta.
Escrevendo n(r) pela superposição das concentrações eletrônicas nj associadas a cada átomo j, localizado em rj,
{\displaystyle n(\mathbf {r} )=\sum _{j=1}^{s}n_{j}(\mathbf {r} -\mathbf {r} _{j})}
sobre os s átomos da base, o fator de estrutura passa a ser escrito por
{\displaystyle S_{\mathbf {G} }=\sum _{j=1}^{s}\int dVn_{j}(\mathbf {r} -\mathbf {r} _{j})\exp {(-i\mathbf {G} \cdot \mathbf {r} )}}
{\displaystyle =\sum _{j=1}^{s}\exp {(-i\mathbf {G} \cdot \mathbf {r} _{j})}\int dVn_{j}(\mathbf {r} -\mathbf {r} _{j})\exp {(-i\mathbf {G} \cdot (\mathbf {r} -\mathbf {r} _{j}))}}
Assim define-se o fator de forma fj da núvem eletrônica do j-ésimo átomo da célula em rj,
{\displaystyle f_{j}=\int dVn_{j}(\mathbf {r} -\mathbf {r} _{j})\exp {(-i\mathbf {G} \cdot (\mathbf {r} -\mathbf {r} _{j}))}}
com a integral tomada em todo o espaço para conter a núvem eletrônica plenamente.